# NGC 921
NGC 921 est une galaxie spirale située dans la constellation de la Baleine. NGC 921 a été découverte par l'astronome américain Ormond Stone en 1886.

## Caractéristiques
Sa vitesse par rapport au fond diffus cosmologique est de 6 664 ± 16 km/s, ce qui correspond à une distance de Hubble de 98,3 ± 6,9 Mpc (∼321 millions d'al).
À ce jour, trois mesures non basées sur le décalage vers le rouge (redshift) donnent une distance de 79,933 ± 4,124 Mpc (∼261 millions d'al), ce qui est à l'extérieur des valeurs de la distance de Hubble.
La classe de luminosité de NGC 921 est III et elle présente une large raie HI.
En raison d'une brillance de surface égale à 14,11 mag/am2, on peut qualifier NGC 921 de galaxie à faible brillance de surface (LSB en anglais pour low surface brightness). Les galaxies LSB sont des galaxies diffuses (D) avec une brillance de surface inférieure de moins d'une magnitude à celle du ciel nocturne ambiant.

## Supernova
La supernova SN 2007E a été découverte le 10 janvier 2007 dans NGC 921 par N. Joubert et W. Li dans le cadre du programme LOSS (Lick Observatory Supernova Search) de l'observatoire Lick. Cette supernova était de type Ia.